# Doraemon: Nobita và chuyến phiêu lưu vào xứ quỷ
Doraemon: Nobita và chuyến phiêu lưu vào xứ quỷ (ドラえもん のび太の魔界大冒険) là một phim điện ảnh anime thể loại khoa học viễn tưởng sản xuất năm 1984 của đạo diễn Shibayama Tsutomu, nằm trong loạt manga và anime Doraemon. Đây là phim chủ đề thứ năm của anime Doraemon. Trước khi chính thức khởi chiếu vào tháng 3 năm 1984, Fujiko F. Fujio đã đăng tiếp toàn bộ nội dung truyện trên tạp chí CoroCoro Comic do Shogakukan ấn hành, sau đó được xuất bản dưới dạng tankōbon vào năm 1984 và trở thành tập manga thứ năm thuộc xê-ri truyện dài Doraemon. Truyện phim bắt nguồn từ giấc mơ trở thành phù thủy sống ở thế giới phép thuật của Nobita cho đến khi nó được biến thành hiện thực nhờ vào Tủ điện thoại yêu cầu và tại đây Nobita đã chiến đấu chống lại quỷ vương Demaon đem lại yên bình cho Trái Đất.
Sau khi công chiếu tại Nhật Bản, Toho đã phân phối Doraemon Nobita no Makai Daibōken dưới định dạng VHS, Betamax và DVD, đồng thời được trình chiếu ở một số quốc gia khác như Hồng Kông, Đài Loan và Tây Ban Nha. Tại Việt Nam, Doraemon Nobita no Makai Daibōken được giới thiệu trước tiên qua phiên bản manga bởi Nhà xuất bản Kim Đồng dưới tựa Lạc vào xứ quỷ. Công ty Điện ảnh Thành phố Hồ Chí Minh & Hãng phim Phương Nam phát hành phim bằng hình thức VCD thuyết minh tiếng Việt. Phim đạt doanh thu phòng vé 1.56 tỉ yên năm 1984. Năm 2007, một phiên bản làm lại với chất lượng hoạt họa cao hơn ra mắt dưới nhan đề Nobita và chuyến phiêu lưu vào xứ quỷ (phim 2007).

## Nội dung
Câu chuyện được bắt đầu với giấc mơ về một thế giới phù thủy của Nobita. Tuy được Dekisugi giải thích rõ ràng nhưng Nobita vẫn không nguôi mơ mộng về một thế giới phép thuật. Cùng với đó là sự xuất hiện của hai pho tượng đá Nobita và Doraemon một cách bí ẩn. Sau đó, Nobita đã được toại nguyện nhờ chiếc Tủ điện thoại yêu cầu, thế nhưng ngay sau đó cậu ta nhận ra rằng trong thế giới phù thủy vẫn phải đi học, vẫn cần bằng lái thảm bay... Cậu quyết tâm ở lại thế giới ấy để học được một vài phép thuật. Biết được thuyết Ngày tận thế của tiến sĩ Mangetsu, Nobita và Doraemon muốn quay về thế giới cũ nhưng chiếc Tủ điện thoại yêu cầu đã bị mất nên cả hai bị mắc kẹt tại thế giới này.
Hôm sau, cả hai cùng Shizuka đến nhà tiến sĩ Mangetsu thì tòa nhà của tiến sĩ đã biến mất, chỉ bắt gặp một con mèo. Mèo ta mò đến tận nhà Nobita và nhờ có ánh trăng Nobita và Doraemon biết được đó chính là Miyoko (Miyako) bị bọn quỷ dữ hóa phép và người sứ mạng đánh đuổi bọn quỷ dữ chính là cả nhóm Doraemon. Vậy là cả nhóm cùng Miyoko lên đường đến Hành tinh Địa Ngục - sào huyệt của lũ quỷ. Vượt qua nhiều khó khăn, cuối cùng họ cũng đến được Hành tinh Địa Ngục nhưng kế hoạch giết quỷ vương không thành. Nobita và Doraemon đợi ngoài bìa rừng chẳng thấy ai thoát khỏi lũ quỷ. Bỗng Nobita nhớ đến cái Ví chống quên sót và dùng nó để lấy cỗ máy thời gian và quay trở về quá khứ để bỏ ý định tạo ra thế giới quỷ. Thế nhưng quỷ vương đã sai Quỷ dạ xoa hóa cả hai thành đá và họ được Nobita, Doraemon ở quá khứ bắt gặp.
Tưởng mọi chuyện đã chấm dứt, thế nhưng Dorami ở thế kỉ 22 đã dùng Khăn trùm thời gian giúp cả hai trở lại thành người. Dù có thể quên đi những chuyện ở thế giới quỷ và trở lại thế giới bình thường nhưng Nobita, Doraemon và Dorami quyết định đi cứu bạn bè ở thế giới quỷ cùng tiến sĩ Mangetsu. Cuối cùng, quỷ vương cùng lũ tay sai đã bị hạ gục, Nobita và Doraemon quay trở về thế giới thực của mình.

## Sản xuất và phát hành
| Ōyama Nobuyo     | Doraemon         |
| Ohara Noriko     | Nobita           |
| Nomura Michiko   | Shizuka          |
| Kimotsuki Kaneta | Suneo            |
| Tatekabe Kazuya  | Jaian            |
| Yokozawa Keiko   | Dorami           |
| Nakamura Tadashi | Tiến sĩ Mangetsu |
| Koyama Mami      | Miyoko           |
| Wakayama Genzō   | Demaon           |

Doraemon: Nobita no Makai Daibōken do Shibayama Tsutomu đạo diễn, Fujiko F. Fujio viết kịch bản và Kikuchi Shunsuke soạn nhạc, công chiếu vào ngày 17 tháng 3 năm 1984 với thời lượng 97 phút. Ca khúc mở đầu phim là "Doraemon no Uta" (ドラえもんのうた, dịch nghĩa "Bài hát về Doraemon") do Ōsugi Kumiko trình bày và ca khúc kết thúc là "Kaze no Magical" (風のマジカル, dịch nghĩa "Phép màu của gió") do Koizumi Kyoko trình bày. Một trailer giới thiệu được công bố trước đó và ngày nay vẫn có thể xem trên website chính thức của phim Doraemon. Toho đã phân phối phim tại Nhật Bản dưới dạng băng VHS và Betamax phát bằng chất lượng âm thanh mono, sau năm 1993, Toho tái phát hành phim dưới dạng đĩa lade và VHS Ngày 17 tháng 7 năm 1998, Pony Canyon tiếp nối phân phối phim dưới dạng VHS, đạt chất lượng âm thanh stereo. Đến ngày 7 tháng 11 năm 2001, cũng chính công ty này lần đầu tiên cho ra mắt định dạng DVD của Nobita no Makai Daibōken. Tháng 8 năm 2004, Shogakukan cũng cho ra mắt định dạng DVD của phim. Pony Canyon sau đó tái phát hành DVD với giá ưu đãi vào tháng 9 năm 2010 nhân kỷ niệm 30 năm công chiếu phim điện ảnh Doraemon.
Sau khi công chiếu tại Nhật Bản, Nobita no Makai Daibōken tiếp tục được giới thiệu ở một số quốc gia khác. Phim được trình chiếu trên kênh truyền hình TVB của Hồng Kông vào ngày 4 tháng 8 năm 1990. Nobita no Makai Daibōken cũng được ra mắt ở Đài Loan dưới định dạng VHS lồng tiếng Trung và ở Việt Nam dưới định dạng VCD thuyết minh tiếng Việt bởi Công ty Điện ảnh Thành phố Hồ Chí Minh (nay là Công ty Cổ phần Truyền thông - Điện ảnh Sài Gòn).

## Truyền thông

Bìa manga Nobita no Makai Daibōken xuất bản tại Nhật Bản vào năm 1984 bởi Shogakukan.

Tháng 8 năm 1983, Fujiko F. Fujio cho đăng toàn bộ manga Nobita no Makai Daibōken, kéo dài sáu kỳ từ số tháng 9 năm 1983 đến số tháng 2 năm 1984 của CoroCoro Comic. Ngày 28 tháng 9 năm 1984, tankōbon biên tập lại các chương trước đó được Shogakukan ra mắt dưới ấn hiệu Tentomushi Comics, trở thành tác phẩm thứ năm loạt manga Daichōhen Doraemon (大長編ドラえもん Doraemon truyện dài). Tháng 7 năm 1995, một ấn bản bìa mềm khổ nhỏ hơn được ra mắt nhằm kỷ niệm sự thành công của loạt phim chủ đề suốt 15 năm. Tháng 1 năm 2011, Nobita no Makai Daibōken tái xuất hiện trong quyển thứ hai của tuyển tập Fujiko F. Fujio Toàn tập (藤子・Ｆ・不二雄大全集 Fujiko F. Fujio Daizenshū) dành cho loạt Daichōhen. Tháng 3 năm 2015, nhân kỷ niệm 80 năm ngày sinh của Fujiko F. Fujio, Shogakukan đã tái bản tác phẩm dưới dạng ấn bản đặc biệt khổ rộng sử dụng một hình bìa hoàn toàn khác so với các lần phát hành trước đây, vốn là dự thảo bìa do chính tác giả minh họa lúc sinh thời. Một phiên bản truyện tranh màu chuyển tải những hình họa trong anime đã qua biên tập phát hành vào tháng 3 năm 2004.
Manga Nobita no Makai Daibōken được Nhà xuất bản Kim Đồng ấn hành lần đầu tại Việt Nam vào năm 1993 với tên Lạc vào xứ quỷ. Tựa của bộ truyện phiên âm thành Đôrêmon còn tên nhân vật được sửa đổi cho quen thuộc với cách đọc của thiếu nhi Việt Nam (xem thêm: Doraemon tại Việt Nam). Sau năm 1996, với việc ký kết bản quyền phát hành Đôrêmon ở Việt Nam, truyện được tái in ấn trở thành tập thứ năm trong loạt Truyện dài Đôrêmon tương ứng với loạt Daichōhen Doraemon ở Nhật Bản. Từ năm 2010, sau khi Kim Đồng tái phát hành bộ truyện Doraemon mới trong đó đổi lại tựa đề, tên nhân vật cũng như bản dịch trên tinh thần bám sát nguyên tác, nhan đề tập truyện cũng được thay thành Nobita và chuyến phiêu lưu vào xứ quỷ. Là một phần của bộ truyện tranh nổi tiếng có những tác động văn hóa nhất định ở Việt Nam, Nobita và chuyến phiêu lưu vào xứ quỷ đã trải qua nhiều lần tái bản. Kim Đồng cũng phát hành ấn bản truyện màu phiên bản biên tập hình họa từ phim anime. Tập truyện này cũng được mua bản quyền phát hành tại Thái Lan bởi Nation Edutainment, tại Đài Loan bởi Nhà xuất bản Thanh Văn, tại Hồng Kông bởi Culturecom Holdings, tại Indonesia bởi PT Elex Media Komputindo, tại Malaysia bởi Tora Aman, và tại Hàn Quốc bởi Daewon C.I.. Riêng tại Mỹ, Shogakukan đã phát hành bộ manga trên nền tảng Amazon Kindle bắt đầu từ tháng 12 năm 2017.